# Askeby kloster

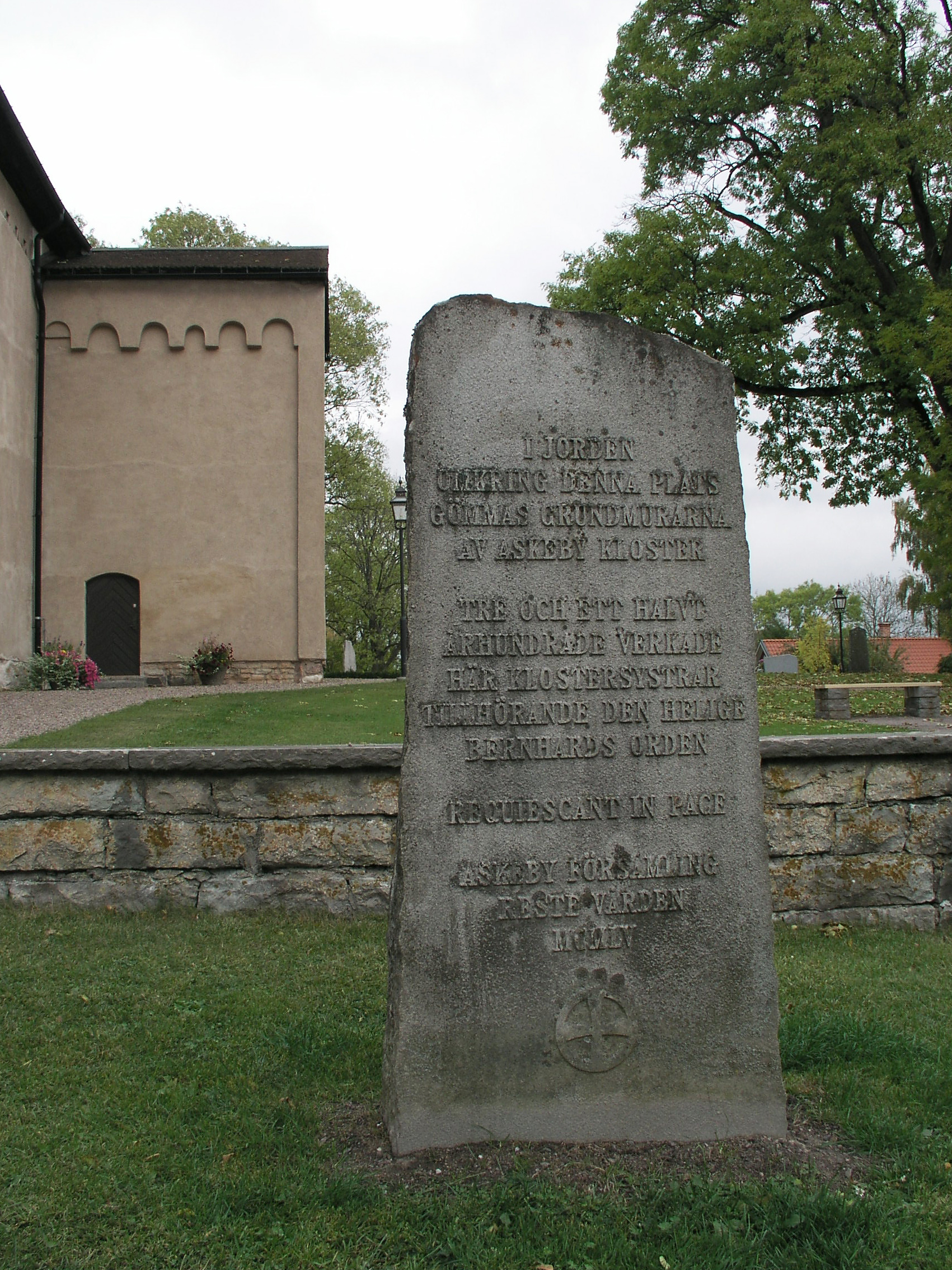
Minnesstenen över Askeby kloster intill Askeby kyrka

Askeby kloster vare ett nunnekloster i Askeby i Askeby socken i Östergötland. Klostret var verksamt från sent 1100-tal till 1529.
Byggnaden stod kvar till 1537. Idag finns på den södra sidan av Askeby kyrka rester av några grundmurar. Kyrkan, som var gemensam för klostret och församlingen under hela klosterperioden fram till omkring 1530, återstår delvis än och används som sockenkyrka. Förutom de markerade grundmurarna, finns också en 1955 rest minnessten över klostret.

## Historik
Askeby kloster tycks ha kommit till under 1100-talets senare hälft. Enligt traditionen var klostret dotterkloster till Vreta kloster som grundlagts omkring 100 år tidigare. I början bodde tolv nunnor i Askeby kloster, vilket var minimiantalet för att få instifta ett kloster. Så småningom ökades antalet nunnor i klostret och 1482 utfärdades ett avlatsbrev för abbedissan Anna Jakobsdotter och 19 namngivna systrar. 
Till klostret hörde omkringliggande trädgårdar. Vid en svår brand 1377 gick Askebys donationsbrev och jordeböcker till spillo. Man försökte återskapa dem, men många detaljuppgifter hade gått förlorade. Klostret hade rätt till en tredjedel av kungens fiske i Norrköping. Askeby kloster beskrivs som litet men välmående. 
Troligen började man i Askeby som benediktinskt nunnekloster och övergick först så småningom till cisterciensorden. Ett sätt att avgöra om ett nunnekloster tillhört benediktinorden eller cisterciensorden är att undersöka vad konventets föreståndarinna kallas. Hos benediktinerna kallas hon priorinna och hos cistercienserna abbedissa. I en inskription från 1444 åberopas Guds moder och S:t Bernhard. Hänsyftningen på Bernhard av Clairvaux skulle kunna tyda på att man då anslutit sig till cisterciensorden.
Klostret i Askeby låg vid den viktiga vägen mot Söderköping. Det tycks därför ha fungerat som gästgiveri för vägfarande. Askeby fick aldrig samma betydelse som våra största kloster, men många av de främsta personerna i landet tycks ha visat välvilja emot klostret. Till dessa kan räknas drotsen Nils Turesson (1351), den heliga Birgittas moder, hertigarna Erik och Valdemar samt riddaren Karl Ulfsson till Tofta. Även konung Magnus och hans gemål Blanka kom ihåg klostret i sitt testamente. Under unionstiden  försummade ingen av regenterna eller riksföreståndarna att försäkra klostret sitt skydd. 
Påvliga avlats- och skyddsbrev delades ut frikostigt och klostret var ofta i behov av sådant stöd. De kungliga fogdarna i närheten gjorde inte så sällan intrång i klostrets rättigheter. Även konung Albrekt gjorde ett övertramp, då han ville sätta en av sina tyska ämbetsmän till präst i Sankt Olai kyrka i Norrköping, trots att denna liksom Svinstads kyrka, hade lagts under klostret för att avhjälpa det förfall, som det råkat i efter en utbruten vådeld 1377. Ännu långt senare knotade borgarna i Norrköping över beroendet av klostret. Klostrets abbedissa hade rätt till att utse prästen i Sankt Olai kyrka i Norrköping och mottog inkomster från dess jordar, och rätten att utse prästen orsakade många konflikter mellan Norrköping och klostret. År 1490 fick abbedissan Anna av Askeby hjälp från påvens sändebud att hävda denna rätt. År 1462 mottog abbedissan Anna Jacobi och nunnorna ett officiellt tack från påven efter att ha assisterat hans utsände Martinus de Fregano i en svensk insamling för korståget mot turkarna. Nunnornas antal uppgavs vid detta tillfälle vara 19.  
Kung Albrekt var särskilt hjälpsam och befallde efter branden att "hvar och en i hela riket, som åt sitt eget bröd" skulle erlägga en örtug penningar till klostrets uppbördsman. Han befallde också fogdarna att bättre skydda klostret, som, enligt abbedissans klagomål, tyngdes av våldgästning och beskattning då det efter Bo Jonssons död inte längre hade någon beskyddare.
Klostret hemsöktes ytterligare två gånger under 1400-talet av eldsvåda. I slutet av 1400-talet tycks det förfall, som förebådade klostrens upplösning, ha framträtt även inom Askabykonventet. Enligt reglerna fick nunnorna inte lämna klostret utan tillstånd från abboten i Alvastra, och klostrets affärer sköttes därför genom ombud. Endast abbedissan fick tala med personer utanför klostret, men inte heller hon fick lämna det utan särskilt tillstånd. Under klostrets sista tid blev det vanligt att abbedissan tog emot gäster på sina rum. År 1490 hotades nunnorna med interdikt, eftersom de hade umgåtts med den yttre världen. 

### Upplösning
Riksföreståndaren Gustaf Eriksson utfärdade enligt katolsk sed, två skyddsbrev för Askaby, men genast efter riksdagen i Västerås lät han i tysthet föra klostrets dyrbarheter till rikets skattkammare. Abbedissan i Vreta tog över förvaltningen av båda klostren mot en årlig avgift av 300 mark örtug. 
År 1529 stängdes Askeby kloster och nunnorna flyttades över till Vreta kloster. Dess sista abbedissa var Botilde Petersdotter. I slutet av oktober 1529 kom kronans män för att omhänderta klostrets dyrbarheter och allt av värde. Askeby kloster eldhärjades kort därefter 1537.
Johan III befallde 1576 Johan Bielke att bygga upp det igen, så att konungen skulle kunna bo där under sin vistelse i trakten. Men den enda följden av befallningen var att klosterkyrkan (Askeby kyrka) förskonades från förödelse.

### Föreståndare
Abbedissorna är endast ofullständigt kända:
- 1349: Margareta Lawransdotter, den första abbedissan vars namn är känt.
- 1350–1356: Bothild Petersdotter
- Ingrid Ingemarsdotter
- 1383–1413: Märta eller Märita (Margareta) Haraldsdotter
- Kristina Magnusdotter
- 1450: Anna Jacobsdotter
- 1486–1489: Ramborg Thordsdotter
- 1492–1501: Sigrid Birgersdotter
- 1507: Karin Nilsdotter
- 1512–1515: Margareta
- 1515–1529: Bothild Petersdotter

### Tidslinje
- 1160-talet : Askeby kloster omnämns för första gången i samband med en donation av kung Karl Sverkersson.
- 1185 : bekräftas kung Karl Sverkerssons donationer i påvligt brev.
- 1258 : donation av Sverker/Folkungaätterna.
- 1280 : klostret brinner.
- 1349 : Margareta Lawransdotter blir den första av klostrets abbedissor som blir omnämnd vid namn.
- 1377 : En svår brand härjar klostret.
- 1418 : klostrets nya kyrka står färdig.
- 1444 : Den nya kyrkan och klosterbyggnaderna invigs.
- 1457 : En ny brand härjar klostret.
- 1527 : klostret läggs ned, men nunnorna tillåts bo kvar i byggnaden.
- 1529 : Klostret eldhärjas, och nunnorna flyttar till Vreta kloster. Året därpå delar de abbedissa.
- 1535 : Klostret eldhärjas.
- 1567 : De återstående byggnaderna förstörs av den danske härföraren Daniel Rantzau under nordiska sjuårskriget.
- 1580 : Johan III planerar en återuppbyggnad av klostret, vilket dock aldrig sker.